# Liste der Schweizer Botschafter in Marokko
Schweizer Botschafter im Königreich Marokko.

## Missionschefs
- 1960–1964: Erwin Bernath (1911–1990)
- 1964–1967: Samuel François Campiche (1914–2004)
- 1967–1971: Jean Stroehlin (1913–2006)
- 1971–1976: Jean-Jacques de Tribolet (1911–2006)
- 1976–1980: Jean-Pierre Weber (1915–1985)
- 1980–1984: Max Casanova (1919–2004)
- 1984–1987: Adolf Lacher (1935–2013)
- 1987–1991: Jean Bourgeois (1926–1999)
- 1991–1994: Gérard Franel (1929–2016)
- 1995–2000: Henri Cuennet (1935–)
- 2000–2004: Daniel von Muralt (1945–)
- 2004–2009: Christian Dunant (1950–)
- 2009–2014: Bertrand Louis (1950–)
- 2015–2018: Massimo Baggi (1964–)

Ab 1956 eigenständige Gesandtschaft, seit 1960 Botschaft.